# Włókniak płowy

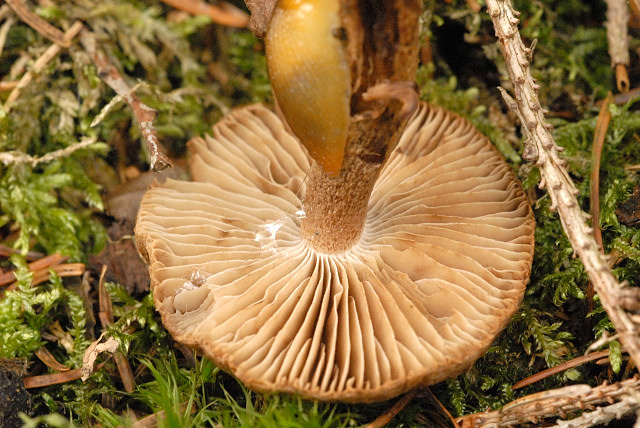

Włókniak płowy (Inosperma cervicolor (Pers.) Matheny & Esteve-Rav.) – gatunek grzybów należący do rodziny strzępiakowatych (Inocybaceae).

## Systematyka i nazewnictwo
Pozycja w klasyfikacji według Index Fungorum: Inosperma, Inocybaceae, Agaricales, Agaricomycetidae, Agaricomycetes, Agaricomycotina, Basidiomycota, Fungi.
Po raz pierwszy zdiagnozował go w 1801 r. Christiaan Hendrik Persoon nadając mu nazwę Agaricus cervicolor. Obecną, uznaną przez Index Fungorum nazwę nadali mu Matheny & Esteve-Rav. w 2019 r.
Synonimy:
- Agaricus cervicolor Pers. 1801
- Inocybe cervicolor (Pers.) Quél. 1886
- Inocybe bongardii var. cervicolor (Pers.) R. Heim 1931
- Inocybe cervicolor f. inolens E. Ferrari 2007

Nazwę polską podał Andrzej Nespiak w 1990 r. dla synonimu Inocybe umbrina Bres. Po przeniesieniu do rodzaju Inosperma stała się niespójna z nazwą naukową. W 2021 r. Komisja ds. Polskiego Nazewnictwa Grzybów przy Polskim Towarzystwie Mykologicznym zarekomendowała nazwę włókniak płowy.

## Morfologia
Kapelusz
Średnica do 5 cm, początkowo stożkowato wypukły potem płasko wypukły, na środku mięsisty. Brzeg długo pozostaje podwinięty; w młodych owocnikach czasami połączony z trzonem białą i delikatną zasnówką. Powierzchnia włókienkowato-łuseczkowata, sucha. W młodych owocnikach spod łuseczek i włókienek prześwituje wyraźnie jaśniejszy miąższ. Barwa kapelusza płowa, z nieco oliwkowym odcieniem, rzadziej rdzawobrązowa.
Blaszki
Cienkie, niemal przyrośnięte. Początkowo brudnobiałe, potem brudnooliwkowe. Brzeg jaśniejszy, nierówny.
Trzon
Wysokość 4–13 cm, grubość 0,4–1 cm. Na szczycie dość mięsisty i delikatnie oszroniony, w środkowej części brudnobeżowy, u nasady białawy. Pokryty jest delikatnymi włókienkami nadającymi mu czerwonawy odcień.
Miąższ
Biały, po uszkodzeniu słabo różowiejący. Zapach nieprzyjemny – gnijącego sera, zatęchłych szmat lub fermentującego moszczu. Smak łagodny.
Cechy mikroskopowe
Zarodniki migdałkowato-fasolowate, 10–13,5 × 6–8,5 µm. Podstawki maczugowate, 28–35 × 8–10 µm. Bazydiole maczugowate, cienkościenne, o takich samych wymiarach jak podstawki. Pomiędzy nimi pojawiają się różowobrunatne płonne i wyraźnie grubościenne elementy hymenium.

## Występowanie i siedlisko
Włókniak płowy znany jest głównie w Europie. Poza nią podano jego występowanie w Japonii i na pojedynczych stanowiskach w USA i Kanadzie. W piśmiennictwie naukowym na terenie Polski do 2003 r. podano trzy stanowiska.
Grzyb mikoryzowy. Występuje pojedynczo lub grupami na wapiennej glebie pod świerkami i modrzewiami.